# Mahina (Polinesia Francesa)
Mahina es una comuna francesa situada en la subdivisión de Islas de Barlovento, que forma parte de la colectividad de ultramar de Polinesia Francesa.

## Composición
La comuna comprende una fracción de la isla de Tahití y dos de sus motus:
| Fracción de la isla de Tahití | Población (2012) | Superficie (km²) | Densidad (hab/km²) |
| ----------------------------- | ---------------- | ---------------- | ------------------ |
| Mahina                        | 14351            | 51.60            | 278                |
| Islotes                       | Población (2012) | Superficie (km²) | Densidad (hab/km²) |
| Motu Au (Motu Martin)         | -                | -                | -                  |
| Popoti                        | -                | -                | -                  |

## Demografía
| Gráfica de evolución demográfica de Mahina entre 1971 y 2012 |
|                                                              |

Fuente: Insee